# János Sebestyén
Pour les articles homonymes, voir Sebestyén.
Dans le nom hongrois Sebestyén János, le nom de famille précède le prénom, mais cet article utilise l’ordre habituel en français János Sebestyén, où le prénom précède le nom.
János Sebestyén, né le 2 mars 1931 à Budapest, et mort dans cette ville le 4 février 2012, est un organiste, pianiste et claveciniste hongrois.

## Biographie
Il fait des études musicales (orgue, clavecin) à l'Académie Franz Liszt de Budapest où, en 1971, il est nommé professeur de clavecin, instrument pour lequel il transcrit nombre de pièces pour piano. 
Il a publié la première édition complète de l'œuvre pour orgue de Franz Liszt. Il est récompensé du prix Ferenc Erkel en 1967 et du prix Liszt en 1974.

## Source
- Alain Pâris Dictionnaire des interprètes, Bouquins/Laffont 1989, p.779